# توماس لي (سياسي أمريكي)
توماس لي (بالإنجليزية: Thomas Lee)‏ هو سياسي أمريكي، ولد في 1690 في مقاطعة ويستمورلاند في الولايات المتحدة، وتوفي بنفس المكان في 14 نوفمبر 1750. انتخب مجلس بورغيسيس.